# 念佛
念佛，又叫佛随念，本來指的是念佛的十個名號，如来、应供、正遍知、明行足、善逝、世间解、无上丈夫（有时作无上士调御丈夫，或无上士及调御丈夫）、天人师、佛陀、薄伽梵（世尊），後來逐漸演變成專念佛的名號，祈求死時升入佛國淨土，獲得不退轉地，終究得無上正等正覺。念佛的功德，除了滅罪增福，往生淨土，還包括超渡亡者、獲得善緣、趨向涅槃，乃至證念佛三昧、得無生法忍。
大乘佛教淨土宗的念佛又叫專修念佛，特指修行人一心忆念阿弥陀佛的名号、种子字、法相等（主要是名号），以求在臨終時得到阿彌陀佛接引，往生極樂世界（又稱極樂淨土）。也有發願往生東方琉璃世界而誦唸藥師佛名號，或者發願往生妙喜世界而誦唸無動佛名號者，或者發願往生蓮華藏世界而誦唸毘盧遮那佛（釋迦牟尼佛法身，即大日如来）名號者，又或者發願往生兜率陀天内院净土而誦唸當來下生彌勒佛等。求往生者，《華嚴經》言：「一切諸如來，同共一法身。」且諸佛如來功德平等，互相護持，故念一佛即念萬佛，只要發願往生一個佛國淨土，專一即可。
淨土宗行者口头稱唸的佛號主要為六字洪名“南無阿彌陀佛”，也可以只唸四字洪名“阿彌陀佛”。佛教徒相信文殊菩薩、普賢菩薩、地藏菩薩、觀音菩薩、大勢至菩薩、虛空藏菩薩等，都是過去佛或者未來佛，可以透過唸誦其名號與之相應，一樣可以往生淨土。就算是不是過去佛的菩薩，甚至阿羅漢的聖號，亦有無量功德。

## 本义辨析
“念”字本身是思念、忆念、觀想的意思，并非口头“唸”诵，简体字将二字合並為“念”。念佛指的是用心去思念佛陀、憶念佛陀，也可稱為“觀佛”，義爲觀想佛陀；有時也可等同於“憶佛”，但憶佛更具有概括性。憶念的範圍可以是佛陀的教導、佛陀的功德、佛陀的法相（十號、三十二相、八十種好）、佛陀的名號、净土的庄严相貌等。
在佛教初期，念佛可以指“随佛念”。如《阿含经》提到的“三念”（念佛、法、僧三宝）、“六随念”（念佛、法、僧、戒、佈施、天）、“十隨念”（在六随念上加念休息〔滅〕、安般〔出入息〕、身无常、死）中，都将“念佛”放在第一位，亦即心中一直忆念佛陀。
後来念佛法门在大乘佛教净土宗得到极度弘扬。念佛法門因其「三根普被（披），利鈍全收」，廣受漢傳佛教徒的歡迎。根據念佛行者的修行方法和層次的不同，念佛法門可以分爲持名念佛、觀像念佛、觀想念佛、實相念佛等，其中以持名念佛（稱念佛的名號）因簡單易行而最受歡迎，而依方式不同又可分爲出聲唸、默念、攝心念、記數念、金剛念、靜坐念、晨夕十念等等。應該做到“都攝六根，凈念相續”，即口誦佛號時，心念要一致，眼要觀佛像，耳要聞佛號，聲聲不斷，不摻雜念。
念佛的本義，並非只單純持誦經文、持誦佛號，而是在於日常生活中，實現“五停心觀”前四觀的法義。讓前四觀並非只是「觀照」，而是要內化至心性中，且不加造作，自然而然的清楚透徹。隨緣自在，清楚覺照。印光法師認為可以用念佛來統整五停心觀。從某些淨土宗古德的著述來看，認為念佛勝於五停心觀。念佛功德庄严，一心專注，即可停止种种的煩恼。使惑业苦三障循环不已的信徒，透过虔诚念佛，转自心的染念为净念，即是五停心觀的要旨。

## 主要功用

### 求生極樂世界
- 曹魏天竺三藏康僧鎧譯《佛說無量壽經》卷上：
  - 阿彌陀佛第十八願：“設我得佛，十方眾生，至心信樂，欲生我國，乃至十念。若不生者，不取正覺。唯除五逆、誹謗正法。”
  - 阿彌陀佛第十九願：“設我得佛，十方眾生，發菩提心，修諸功德，至心發願，欲生我國。臨壽終時，假令不與，大眾圍繞，現其人前者，不取正覺。”
  - 阿彌陀佛第二十願：“設我得佛，十方眾生，聞我名號，繫念我國，植諸德本，至心迴向，欲生我國。不果遂者，不取正覺。”

- 《佛說阿彌陀經》：“若有善男子、善女人，聞說阿彌陀佛，執持名號，若一日、若二日、若三日、若四日、若五日、若六日、若七日，一心不亂。其人臨命終時，阿彌陀佛與諸聖眾現在其前。是人終時，心不顛倒，即得往生阿彌陀佛極樂國土。”

- 《稱讚淨土佛攝受經》：“若有淨信諸善男子或善女人，得聞如是無量壽佛無量無邊不可思議功德名號、極樂世界功德莊嚴，聞已思惟，若一日夜，或二、或三、或四、或五、或六、或七，繫念不亂。是善男子或善女人臨命終時，無量壽佛與其無量聲聞弟子、菩薩眾俱前後圍繞，來住其前，慈悲加祐，令心不亂；既捨命已，隨佛眾會，生無量壽極樂世界清淨佛土。”

### 得三昧定
三昧定（三摩地）爲禪定的一種。持名專念可以得到無生法忍，得到念佛三昧。

## 法門

### 持名念佛
持名念佛又叫稱名念佛（日语：／ Shōmyō Nenbutsu），又可以叫“唸佛”（义爲口诵念佛），淨土宗特指持阿彌陀佛名号以往生西方極樂世界。此外藥師佛淨琉璃淨土、無動佛妙喜淨土、彌勒菩薩兜率內院淨土等也是信佛人發願往生的選擇。持名念佛可以小聲唸誦其名號，最好在名號前加“南無”或“皈命”等禮敬語。可以唸誦的圣號舉例：
- 三寶佛：
  - 釋迦牟尼佛：南無本師釋迦牟尼佛
  - 藥師佛：南無藥師琉璃光如來
  - 阿彌陀佛：南無阿彌陀佛（南無無量光佛、南無無量壽佛）

- 西方三聖：
  - 阿彌陀佛：南無阿彌陀佛（南無無量光佛、南無無量壽佛）
  - 南無觀世音菩薩摩訶薩（南無大慈大悲救苦救難觀世音菩薩、南無廣大靈感觀世音菩薩）[9]
  - 南無大勢至菩薩摩訶薩（南無得大勢菩薩）

- 藥師七佛：
  - 南無善名稱吉祥王如來
  - 南無寶月智嚴光音自在王如來
  - 南無金色寶光妙行成就如來
  - 南無無憂最勝吉祥如來
  - 南無法海雷音如來
  - 南無法海勝慧遊戲神通如來
  - 南無藥師琉璃光如來

- 七如來：
  - 南無寶勝如來
  - 南無離怖畏如來
  - 南無廣博身如來
  - 南無妙色身如來
  - 南無多寶如來
  - 南無甘露王如來（南無阿彌陀如來）
  - 南無世間廣大威德自在光明如來

- 八大菩薩：
  - 南無觀世音菩薩摩訶薩
  - 南無彌勒菩薩摩訶薩（南無慈氏菩薩摩訶薩）
  - 南無虛空藏菩薩摩訶薩
  - 南無普贤菩萨摩訶薩
  - 南無金剛手菩薩摩訶薩（南無執金剛菩薩）
  - 南無文殊菩薩摩訶薩（南無文殊師利菩薩、南無妙吉祥菩薩、南無曼殊室利菩薩）
  - 南無除蓋障菩薩摩訶薩
  - 南無地藏王菩薩摩訶薩

- 《高王觀世音經》：
  - “觀世音菩薩。南無佛。南無法。南無僧。佛國有緣。佛法相因。常樂我淨。……”
  - “南無淨光秘密佛。法藏佛。獅子吼神足幽王佛。佛告須彌燈王佛。法護佛。金剛藏獅子遊戲佛。寶勝佛。神通佛。藥師琉璃光王佛。普光功德山王佛。善住功德寶王佛。過去七佛。未來賢劫千佛。千五百佛。萬五千佛。五百花勝佛。百億金剛藏佛。定光佛。六方六佛名號。東方寶光月殿月妙尊音王佛。南方樹根花王佛。西方皂王神通焰花王佛。北方月殿清淨佛。上方無數精進寶首佛。下方善寂月音王佛。無量諸佛。多寶佛。釋迦牟尼佛。彌勒佛。阿閦佛。彌陀佛。……”
  - “南無大明觀世音。觀明觀世音。高明觀世音。開明觀世音。藥王菩薩。藥上菩薩。文殊師利菩薩。普賢菩薩。虛空藏菩薩。地藏王菩薩。清涼寶山億萬菩薩。普光王如來化勝菩薩。念念誦此經。七佛世尊。即說咒曰：「離婆離婆帝。求訶求訶帝。陀羅尼帝。尼訶囉帝。毘離尼帝。摩訶伽帝。真陵乾帝。娑婆訶……”

### 觀想念佛
觀想念佛主要是依照《觀無量壽佛經》所講述的十三觀（日想觀、水想觀、地想觀、寶樓觀等）進行观想。

### 實相念佛
實相念佛是念佛的高級層次，即念諸法實相。不論是哪一種念佛，修證到一定境界之後（比如證得理一心念佛三昧）都可以轉入到實相念佛。